# Billy Hart
Billy Hart (* 29. listopadu 1940 Washington, D.C.) je americký jazzový bubeník. Svou kariéru zahájil počátkem šedesátých let, kdy hrál například s Otisem Reddingem. Později doprovázel například zpěvačku Shirley Horn, varhaníka Jimmyho Smithe nebo kytaristu Wese Montgomeryho, se kterým hrál od roku 1966 až do jeho smrti o dva roky později. Následně se usadil v New Yorku, kde působil jako studiový hudebník a hrál tak například na albech Joe Zawinula nebo Wayne Shortera. V letech 1969 až 1973 byl členem sextetu Herbieho Hancocka. V roce 1972 hrál na albu On the Corner trumpetisty Milese Davise. V následujících letech působil jako studiový hudebník, tak vydával i vlastní alba. V březnu 2012 vydal album All Our Reasons.